# Robert Fleck
Robert William Fleck (født 11. august 1965 i Glasgow, Skotland) er en tidligere skotsk fodboldspiller, der spillede som angriber. Han var på klubplan primært tilknyttet Rangers i hjemlandet, samt engelske Norwich City, men optrådte også for blandt andet Chelsea F.C. Han blev desuden noteret for fire kampe for Skotlands landshold, som han repræsenterede ved VM i 1990 i Italien.